# Trophée Clarins 2025 - Doppio
Il doppio femminile del torneo di tennis professionistico Trophée Clarins 2025, facente parte della categoria WTA 125 nell'ambito del WTA 125 2025, si è giocato dal 14 al 17 maggio a Parigi, in Francia.
In finale Irina Chromačëva e Fanny Stollár hanno sconfitto Tereza Mihalíková e Olivia Nicholls con il punteggio di 4-6, 7-6(5), [10-5].
Asia Muhammad e Aldila Sutjiadi erano le campionesse in carica, ma Muhammad ha scelto di non prendere parte a questa edizione del torneo. Sutjiadi ha fatto coppia con Miyu Katō, ma sono state sconfitte nei quarti di finale da Tereza Mihalíková e Olivia Nicholls.

## Teste di serie
1. Desirae Krawczyk /  Nicole Melichar-Martinez (semifinale, ritirate)

1. Irina Chromačëva /  Fanny Stollár (Campionesse)

## Wildcard
1. Elsa Jacquemot /  Tiantsoa Rakotomanga Rajaonah (quarti di finale)

## Tabellone

### Legenda
| - Q = Qualificato - WC = Wild card - LL = Lucky loser | - ALT = Alternate - SE = Special Exempt - PR = Protected Ranking | - w/o = Walkover - r = Ritirato - d = Squalificato |

|  | Quarti di finale | Quarti di finale                   | Quarti di finale               | Quarti di finale | Quarti di finale |  |  | Semifinali | Semifinali                     | Semifinali                     | Semifinali                     | Semifinali |   |      | Finale | Finale                            | Finale | Finale | Finale |  |
|  |                  |                                    |                                |                  |                  |  |  |            |                                |                                |                                |            |   |      |        |                                   |        |        |        |  |
|  | 1                | D Krawczyk N Melichar-Martinez     | D Krawczyk N Melichar-Martinez | 6                | 6                |  |  |            |                                |                                |                                |            |   |      |        |                                   |        |        |        |  |
|  |                  | V Gracheva L Sun                   | V Gracheva L Sun               | 3                | 1                |  |  | 1          | D Krawczyk N Melichar-Martinez | D Krawczyk N Melichar-Martinez | D Krawczyk N Melichar-Martinez |            |   |      |        |                                   |        |        |        |  |
|  |                  | T Mihalíková O Nicholls            | T Mihalíková O Nicholls        | 6                | 6                |  |  |            | T Mihalíková O Nicholls        | T Mihalíková O Nicholls        | T Mihalíková O Nicholls        | w/o        |   |      |        |                                   |        |        |        |  |
|  |                  | M Katō A Sutjiadi                  | M Katō A Sutjiadi              | 1                | 4                |  |  |            |                                |                                |                                |            |   |      |        | Tereza Mihalíková Olivia Nicholls | 6      | 65     | [5]    |  |
|  |                  | S Aoyama M Uchijima                | 6                              | 1                | [12]             |  |  |            |                                | 2                              | Irina Chromačëva Fanny Stollár | 4          | 7 | [10] |        |                                   |        |        |        |  |
|  | WC               | E Jacquemot T Rakotomanga Rajaonah | 3                              | 6                | [10]             |  |  |            | S Aoyama M Uchijima            | S Aoyama M Uchijima            | 2                              | 3          |   |      |        |                                   |        |        |        |  |
|  |                  | O Kalašnikova K Rachimova          | O Kalašnikova K Rachimova      | 3                | 2                |  |  | 2          | I Chromačëva F Stollár         | I Chromačëva F Stollár         | 6                              | 6          |   |      |        |                                   |        |        |        |  |
|  | 2                | I Chromačëva F Stollár             | I Chromačëva F Stollár         | 6                | 6                |  |  |            |                                |                                |                                |            |   |      |        |                                   |        |        |        |  |